# Lärmschwerhörigkeit
Unter Lärmschwerhörigkeit versteht man eine durch chronische Lärmeinwirkung (meist im Beruf) entstandene Schallempfindungsschwerhörigkeit. Sie zählt damit zu den Schalltraumen.

## Hörermüdung
Wenn Lärm hoher Intensität (> 85 dBA) auf das Ohr einwirkt, führt dies schon nach Stunden zu einer Hörstörung (Synonyme: Hörermüdung, vorübergehende Hörschwellenabwanderung; englisch: Temporary Threshold Shift, kurz TTS). Diese Hörstörung ist jedoch reversibel, im Verlauf von Stunden oder Tagen kommt es wieder zur Normalisierung der Hörschwelle. Die Dauer der Erholungszeit ist abhängig vom Ausmaß der TTS.

## Lärmschwerhörigkeit
Wirkt Lärm mit hoher Intensität (> 85 dBA) lange Zeit, d. h. über Jahre täglich mehrere Stunden, auf das Hörorgan ein, so kommt es zu einer bleibenden und irreversiblen Schädigung des Gehörorganes (Lärmschwerhörigkeit).
Ort der Schädigung sind die Haarzellen im Corti’schen Organ der Schnecke. Der Untergang der Haarzellen beginnt weitgehend unabhängig von den physikalischen Charakteristiken des schädigenden Lärms in jenem Bereich der untersten Windung der Schnecke (Basalwindung), welcher der Analyse von etwa 4000 Hz entspricht. Von hier breitet sich der Prozess im Laufe der Zeit in beide Richtungen aus.
Im Bereich der Schneckenspitze (Apex) kommt es nie zu einer völligen Zerstörung der Haarzellen, eine völlige Taubheit entsteht also als Folge chronischer Lärmexposition nicht.
Sehr häufig ist die Lärmschwerhörigkeit mit Tinnitus verbunden, der aber nur selten im Vordergrund der Beschwerden steht.
Die Entwicklung einer Lärmschwerhörigkeit ist abhängig
- von der Dauer der Lärmexposition,
- von Pegel und Frequenzspektrum des einwirkenden Lärms,
- dem Vorhandensein eventueller Lärmpausen während der täglichen Exposition und ihrer Verteilung und
- von individuellen Faktoren.

Bei einem Schalldruckpegel unter 85 dB(A) ist keine Hörstörung zu erwarten, mit steigenden Schalldruckpegel steigt das Risiko einer Schädigung des Gehörorganes und das Ausmaß der zu erwartenden Hörstörung. Bei besonders hohen Schallpegeln ist u. U. schon nach wenigen Jahren eine merkbare Hörstörung die Folge, während bei geringerer Exposition eine solche sich erst in Jahrzehnten entwickelt.
Die Empfindlichkeit des Hörorgans ist für Frequenzen zwischen etwa 1000 und 6000 Hz wesentlich höher als für niedrigere und höhere Frequenzen.
Kommt es während der täglichen Exposition zu häufigen Unterbrechungen (Lärmpausen), so kann sich das Ohr jeweils wieder erholen, jedenfalls steigt dadurch die Toleranz des Gehörorganes gegenüber Lärm erheblich.
Letztlich ist die individuelle Empfindlichkeit gegen Lärm nicht einheitlich. Nur ein kleinerer Anteil der Lärmexponierten erleidet eine solche Schädigung des Hörvermögens, dass das Sprachverständnis erheblich eingeschränkt wird.

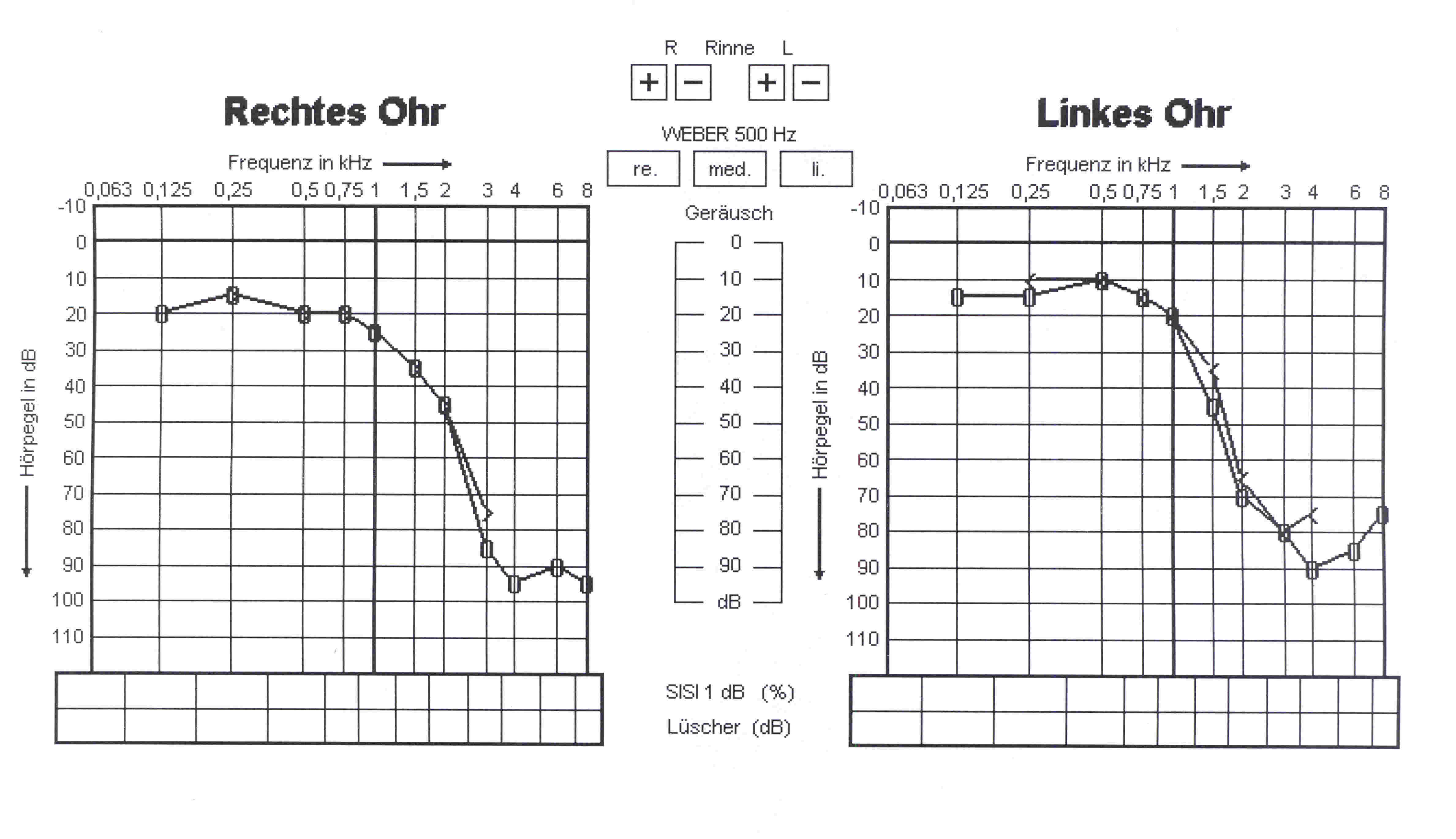
Typisches Tonaudiogramm bei Lärmschwerhörigkeit

Das Tonaudiogramm zeigt eine symmetrische Schallempfindungsschwerhörigkeit (Innenohrschwerhörigkeit) im Hochtonbereich mit Recruitment. Die Lärmschädigung macht sich zuerst in Form einer Senke der Hörschwellenkurve bei etwa 4000 Hz bemerkbar („c5-Senke“), im weiteren Verlauf wird diese Senke tiefer und breiter und betrifft dann auch niedrigere und höhere Frequenzen. Im Extremfall führt die Entwicklung zu einer Hochtontaubheit, das Hörvermögen für mittlere oder gar tiefe Töne ist weniger oder gar nicht beeinträchtigt.
Jahre- oder jahrzehntelange Lärmexposition findet sich praktisch nur im Berufsleben. Am Arbeitsplatz sind etwa vier bis fünf Millionen Beschäftigte gesundheitsgefährdenden Lärmbelastungen ausgesetzt. Die Lärmschwerhörigkeit ist daher eine typische Berufskrankheit (BK-Nr. 2301) und als solche entsprechend gesetzlich berücksichtigt. Arbeiter, die einem Lärm von 85 dB(A) Tages-Lärmexpositionspegel oder mehr ausgesetzt sind, müssen an einer arbeitsmedizinischen Vorsorge vor Beginn der Tätigkeit im Lärmbereich teilnehmen und in regelmäßigen Abständen Nachuntersuchungen wahrnehmen. 13.546 Fälle von Berufskrankheiten wurden in Deutschland in 2008 anerkannt, davon handelte es sich in 5.158 Fällen um Lärmschwerhörigkeit. 2014 stieg die Zahl auf 6.649 anerkannte Fälle, 2018 waren es 6.714 anerkannte Fälle – damit handelt es sich bei der Lärmschwerhörigkeit um die häufigste anerkannte Berufskrankheit in Deutschland.
Der Tages-Lärmexpositionspegel (LEX,8h) ist nach der Definition in der Lärm- und Vibrations-Arbeitsschutzverordnung (LärmVibrationsArbSchV) § 2 (2) der über die Zeit gemittelte Lärmexpositionspegel bezogen auf eine Achtstundenschicht. Er umfasst alle am Arbeitsplatz auftretenden Schallereignisse.
Die Verwendung von individuellem Hörschutz (Kapselgehörschutz, vorgeformte oder formbare Gehörschutzstöpsel, Otoplastiken = angepasster Gehörschutz) ist ab einem Tages-Lärmexpositionspegel von 85 dB(A) oder Spitzenschalldruckpegel von 137 dB(C) (Obere Auslöseschwelle – Lärmbereich) bei beruflichen Tätigkeiten verpflichtend. Der Unternehmer hat ab einem Tages-Lärmexpositionspegel von 80 dB(A) bzw. 135 dB(C) Spitzenschalldruckpegel (Untere Auslöseschwelle) Gehörschutz zur Verfügung zu stellen und eine freiwillige arbeitsmedizinische Angebotsvorsorge „Lärm (G20)“ anzubieten.
Auch bei privater Lärm-Exposition ist die Verwendung von Gehörschutz dringend zu empfehlen.